# Садова (Молдова)
Садова (также Садово; рум. Sadova) — село в Каларашском районе Молдавии. Относится к сёлам, не образующим коммуну.

## География
Село расположено на высоте 134 метров над уровнем моря.

## Население
По данным переписи населения 2004 года, в селе Садова проживает 2453 человека (1219 мужчин, 1234 женщины).
Этнический состав села:
| Национальность | Число жителей | Процентный состав |
| -------------- | ------------- | ----------------- |
| молдаване      | 2274          | 92.7              |
| румыны         | 151           | 6.16              |
| украинцы       | 12            | 0.49              |
| русские        | 12            | 0.49              |
| болгары        | 2             | 0.08              |
| поляки         | 1             | 0.04              |
| прочие         | 1             | 0.04              |
| Всего          | 2453          | 100%              |

## Известные уроженцы
- Игорь Додон (род. 1975) — 5-й президент Республики Молдова (2016—2020)[8].